# 世界野生動物保護組織列表
人們透過創建不同的世界野生動物保護組織來保護世界的野生動物。以下的是一些著名的保護組織：
- 地球之友：推廣保護環境及環境的明智利用。
- 國際鳥盟：推廣救護所有鳥類及其生態環境。
- 世界自然基金會：旨在保護所有野生動物。
- 國際愛護動物基金會：旨在保證仁慈的善待所有動物。
- 世界動物保護協會：謀求解救全世界所有動物的問題。
- 綠色和平組織：作爲壓力團體，反對破壞自然界的所有行爲。
- 水禽和保護沼澤國際研究局：協助保護水禽及其沼澤生態環境。